# Casaleius
Casaleius is een geslacht van kevers uit de familie van de loopkevers (Carabidae). De wetenschappelijke naam van het geslacht is voor het eerst geldig gepubliceerd in 1998 door Sciaky & Wrase.

## Soorten
Het geslacht Casaleius is monotypisch en omvat slechts de volgende soort:
- Casaleius ferrugineus Sciaky & Wrase, 1998